# Материнка сирійська
Материнка сирійська (лат. Origanum syriacum) — багаторічна трав'яниста рослина роду материнка родини глухокропивових.

## Ботанічний опис
Рослина досягає висоти 1 м. Стебло чотиригранне, запушене, як правило, нерозгалужене. Листки поодинокі, малі (довжиною до 2,5 см), рясно запушені, сіро-зелені.
Квітки невеликі, білі або блідо-рожеві.

## Застосування
Сирійська материнка є основним компонентом близькосхідної пряної суміші під назвою «за́тар» (араб. زَعْتَر); саму рослину в цьому регіоні також часто називають цим словом.